# Aoric
Aoric (Aoricus en latin) est un roi Wisigoth (kindins) au IVe siècle.

## Biographie
Aoric est le fils d'Ariaric et le père d'Athanaric. Élevé à Constantinople comme otage des Romains, on élève une statue en son honneur dans l'antichambre impériale qui souligne l'obéissance d'Aoric au pouvoir romain.
L'empereur romain Constance II accepte que les Goths traversent le Danube gelé et s'installent en Mésie. Dès 348, Aoric persécute les Chrétiens nicéens que Constance II combat aussi.
En 350, Aoric reconnaît Constance II comme un thiudans (roi en langue gothique) et fait prêter serment à son fils Athanaric de ne pas pénétrer par la force dans l'Empire romain.
Aoric décède avant 369, date à laquelle son fils est reconnu comme nouveau chef des goths par les Romains.
Selon Herwig Wolfram, les allitérations, variations, et rythmes des noms Athanaric, Aoric, Ariaric ressemblent à l'idéal des noms "Hadubrand, Hildebrand, Heribrand". Il considère que les similarités et comparaisons entre ces noms peuvent suggérer que ces trois rois sont membres de la dynastie Balthes.